# TOG II
TOG II, или TOG 2 — прототип сверхтяжёлого танка армии Великобритании периода Второй мировой войны.
Развитие проекта танка TOG. Работы над проектом были окончательно прекращены в декабре 1943 года. На данный момент сохранился один экземпляр модифицированной версии танка TOG II в Бовингтонском танковом музее. TOG II является самым длинным танком в мире, существующим на данный момент, и одним из наиболее длинных когда-либо построенных, уступая лишь французскому FCM 2C.

## История создания
TOG 2 стал развитием танка TOG (The Old Gang, с англ. «Старая банда»), разрабатываемый так называемым Комитетом по развитию спецтехники (англ. Special Vehicle Development Committee) Министерства снабжения Великобритании.
Разработка TOG 2 началась с создания макета новых корпуса и башни. Последняя внешне напоминала башню британского пехотного танка Churchill Mk.III. В корпусе предполагалось разместить 3-дюймовую (76-мм) гаубицу QF 3-inch howitzer. Башню танка предполагалось вооружить как 3-дюймовой гаубицей и вспомогательной 40-мм пушкой QF 2-pounder в одном из вариантов, так и 57-мм пушкой QF 6-pounder в другом. Помимо этого, танк мог быть вооружён пятью 7,92-мм пулемётами BESA: четыре из них (по два на сторону) размещались в бортовых спонсонах танка, пятый был спарен с башенным орудием. В документах находится информация о возможности размещения ещё одного пулемёта в кормовой части корпуса танка, однако в макетах эта идея реализована не была.
Башню было предложено увеличить. Это привело к созданию макета так называемой Big Gun Turret — «башни для большой пушки» кубической формы, в которой размещались основная 3-дюймовая пушка QF 3-inch 20 cwt и вспомогательная 40-мм пушка и спаренный пулемёт BESA. От курсового вооружения и спонсонов в корпусе танка было решено отказаться ввиду устаревания конструкции. В данном виде корпус был построен в металле, и на нём испытывались все последующие образцы башен. Первые испытания прошли в феврале 1941 года.
В мае 1941 года был создан макет башни 365G.A. Вспомогательная 40-мм пушка была убрана, вокруг 3-дюймовой пушки была установлена полноценная орудийная маска. Танк получил индекс TOG 2A.
К сентябрю 1941 года был создан макет будущей башни из цементированной стали, по конструкции аналогичной башне крейсерского танка A30 Challenger. Испытывались различные варианты вооружения — 3-дюймовая, моноблочная 3,7-дюймовая (94-мм) и 17-фунтовая (76,2-мм) пушки. Танк получил торсионную подвеску и индекс TOG 2*.
7 июня 1943 года TOG 2* прибыл в Чобем для прохождения испытаний. На тот момент в башне танка была установлена 94-мм пушка QF 3.7-inch 28-pounder, а корпус танка был покрыт бронеплитами из литой стали. В результате испытаний танк развил скорость в 13,1 км/ч. В этой конфигурации, а также с некоторым балластом, масса танка составила 70 тонн. В сентябре 1944 года танк был отправлен в центр оборонных исследований в Чертси, а оттуда в 1951 году перенаправлен в танковый музей Бовингтона.

### Проблема калибра орудия
Долгое время считалось, что калибр орудия танка в музее был равен 76,2 мм. В ноябре 2021 года на видеохостинге YouTube вышел видеоролик, в котором был наглядно показан диаметр канала ствола орудия TOG II, в ходе измерений был выявлен калибр 94 мм. 
Несмотря на непрофессиональный процесс измерения, реакция Бовингтонского танкового музея на видеоролик привела к изменению данных о танке, представленных на табличке. В результате музеем была подтверждена информация о том, что танк имеет ствол калибра 94 мм, в то время как дульный тормоз и казённая часть орудия взяты с пушки QF 17-pounder. Стоит отметить, что конструкция казённой части не ограничивает калибр применимых орудием снарядов.

## Модификации
Ниже представлен список всех модификаций танка TOG 2, как предложенных вариантов и макетов, так и образцов, построенных в металле.
- TOG 2 — основная модель. Предполагались такие варианты вооружения, как курсовые пушки и гаубицы 75-мм SA 32, 57-мм QF 6-pounder, 76-мм QF 3-inch 20-cwt, 87-мм QF 25-pounder, 94-мм QF 3.7-inch howitzer, 76-мм QF 3-inch howitzer[4], башенные пушки и гаубицы 40-мм QF 2-pounder[1], 57-мм QF 6-pounder[2], 76-мм QF 3-inch howitzer[1], 76-мм QF 12-pounder[4], а также 7,92-мм пулемёты BESA[4], которые должны были быть спарены с башенным орудием, расположены в курсовой и кормовой[4] части машины и в спонсонах[1][2][4]. В итоге был построен только корпус с максимальной толщиной бронирования до 101,6 мм. Финальный вариант TOG 2 имел массу 75 тонн, был способен развить скорость в 22,5 км/ч по шоссе, 12 км/ч по пересечённой местности и до 8 км/ч в труднопроходимом грунте. Конструкция позволяла танку преодолеть ров шириной 4,87 метра[4].
- TOG 2 Big Gun Turret — вариант для испытаний «башни для большой пушки», в которой располагались основная 76-мм пушка QF 3-inch 20-cwt, вспомогательная 40-мм пушка QF 2-pounder и 7,92-мм спаренный пулемёт BESA[3].
- TOG 2A — модификация, предполагающая более короткий (на 1,2 м) корпус по сравнению с TOG 2. В макете башни танка под индексом 365G.A во время испытаний была установлена 76-мм пушка QF 3-inch 20-cwt[5].
- TOG 2R — модификация, предполагающая более короткий (на 1,8 м) корпус по сравнению с TOG 2 и установку торсионной подвески[6]. Не было построено ни одного прототипа.
- TOG 2* — модификация, предполагающая установку торсионной подвески, 94-мм пушки QF 3.7-inch 28-pounder и спаренного с ней 7,92-мм пулемёта BESA. Во время ходовых испытаний развил максимальную скорость по шоссе в 13,1 км/ч. Прототип сохранился до нашего времени[7].
- TOG 2 Pilot — предложенный вариант по усилению бронирования TOG 2* до 152,4 мм в лобовой проекции и 114,3 мм в бортовой, замены 7,92-мм спаренного пулемёта BESA на 7,62-мм пулемёт M1919 Browning[8].
- TOG 2 Production — модификация TOG 2 Pilot, предполагающая укороченный (на 1,7 м) корпус, вследствие этого ходовой, состоящей из 11 пар катков, и более узкой гусеницы (76,2 см вместо 81,3 см)[8].
- TOG 3 — модификация, предполагающая укороченный (на 1,8 м) корпус по сравнению с TOG 2*[9][10].
- TOG 4 — неизвестная модификация, предложенная в середине октября 1941 года[11].

## Описание конструкции
TOG II имеет классическую компоновку. Отделение управления танком находится спереди, боевое — посередине, моторное и трансмиссионное — сзади. Экипаж танка составляют шесть человек — механик-водитель и радист в отделении управления, наводчик, командир и один заряжающий в башне и другой заряжающий в забашенном отделении, в котором находится боеукладка. 
Башня TOG II отличается необычной, по сравнению с другими танками, конструкцией: электропривод башни крепится непосредственно к полу боевого отделения — возможность поворота башни не будет зависеть от состояния погона (где, обычно, находится привод башни у других танков). Для случаев с повреждением погона башни возле привода был установлен домкрат. С его помощью башня может быть приподнята, если погон башни заклинит в результате поломки, после чего она снова сможет вращаться. 

### Вооружение
Танк вооружён 94-мм пушкой Ordnance QF 3,7-inch. Орудие обладает бронебойными характеристиками, схожими с 76,2-мм пушкой QF 17-pounder. С орудием спарен пулемёт BESA калибра 7,92 мм. О ёмкости боекомплектов пушки и пулемёта неизвестно.

### Защищённость
Максимальная толщина лобовой брони корпуса TOG II — 101,6 мм. Толщина бронирования бортов равна 76,2 мм. О бронировании кормовой части танка данных нет. Броневые плиты крепятся болтами к 12,7-мм «каркасу» из цементированной стали. Таким образом, лобовое бронирование танка в сумме равняется 114,3 мм, бортовое — 88,9 мм. Крыша корпуса имеет толщину 38,1 мм.
Толщина лба башни равна 152,4 мм, бортовых и кормовых плит башни — 101,6 мм. Лобовая деталь башни является литой, в то время как бортовые и кормовые бронеплиты из катаной стали крепятся болтами к 12,7-мм основе из цементированной стали, вследствие этого суммарная толщина борта и кормы башни равна 114,3 мм. Экипаж, находящийся внутри башни, защищён бронированной корзиной.

### Подвижность
TOG II приводится в движение двенадцатицилиндровым дизельным двигателем Paxman-Ricardo мощностью 600 л. с. Реверсивная трёхступенчатая коробка передач электрической трансмиссии танка позволяет ему развивать скорость до 14 км/ч по ровной поверхности в обоих направлениях.
Доподлинная масса танка неизвестна, в различных источниках сообщаются разные данные. Согласно документам, танк имел массу 70 тонн. Данные из различных книг и Бовингтонского музея сообщают о массе танка в размере 80—81,3 тонны.
Танк имеет индивидуальную торсионную подвеску, количество катков равно 32 (по 16 с каждой стороны). Дорожный просвет танка равен 50,8 см. Ширина гусениц танка равна 81,28 см. Танк способен преодолевать вертикальные препятствия высотой до 1,52 метра и рвы шириной 4,57 метра.

## Сохранившиеся экземпляры
- Великобритания — единственный сохранившийся прототип TOG II* находится в танковом музее Бовингтона[7]. Отмечается отсутствие надгусеничных полок и некоторых деталей бронирования. На собственной табличке танка представлена информация о том, что у танка сломана гусеница.

## Машина в массовой культуре

### В стендовом моделизме
TOG II скудно представлен в стендовом моделизме. В настоящее время выпускается лишь пластиковый конструктор, представляющий собой копию TOG II* в масштабе 1:25. Производителем является польская компания COBI.